# Maria-Gabriela Horga
Maria-Gabriela Horga (n. 25 decembrie 1985, Târgoviște, România) este un senator român, aleasă în 2024, președinta Comisiei de buget, finanțe, activitate bancară și piața de capital din Senat.  
În 2020-2023 a fost deputat, vicepreședinta Comisie de buget, finanțe, bănci din Camera Deputaților.
In 2023-2024 a fost vicepreședinte responsabil cu piața de capital în cadrul Autorității de Supraveghere Financiară din România.